# Pierre Barchewitz
Pierre Barchewitz, né le 26 septembre 1910 à Noisy-le-Sec et mort le 11 juin 1984, est un physicien français spécialiste de chimie physique qui a enseigné à l'université d'Orsay.

## Biographie
Il a écrit notamment de nombreux ouvrages sur la spectroscopie infrarouge et sur la spectroscopie atomique et moléculaire. Il a publié de nombreuses études dans le Journal de Physique ainsi que des comptes rendus aux séances de l'Académie des sciences. Il est l'auteur de l'article sur l'infrarouge dans l'Encyclopedia Universalis. 
Il a dirigé en 1959 la thèse de David Willermet sur l'étude de la bande d'absorption des dérivés de la cellulose. Il a préfacé en 1965 l'ouvrage de S. et J. Weinman sur l'analyse des stéroïdes hormonaux. Il a créé puis dirigé à Paris puis à Orsay le Laboratoire d'Infrarouge jusqu'à sa retraite en 1978.

## Publications
- Spectres d'absorption dans le rouge et le très proche infrarouge, Paris, Masson, 1938.
- Contribution à l'étude de la transmission infrarouge de la basse atmosphère, Paris, 1954.
- Sur le calcul des constantes vibrationnelles de l'oxyde azoteux, 1955.
- Étude préliminaire du spectre de N2O sous grande épaisseur entre 1,5 et 2,5 m, 1955.
- Physique, Mécanique, étude des fluides, chaleur, notions de thermodynamique, Paris, Hermant, 1956.
- Physique, Paris, Hermant, 1956-1958.
- Physique, Optique, acoustique, Paris, Hermant, 1958.
- Physique, Electricité, Paris, Hermant, 1958.
- La spectrographie infrarouge et les grandeurs moléculaires, Revue d'optique théorique et instrumentale , 1958.
- Précis de physique d'après les théories modernes, Paris, Doin, 1960.
- Spectroscopie infrarouge, Vibrations moléculaires, Paris, Gauthier-Villars, 1961.
- Spectroscopie infrarouge, Paris, Gauthier-Villars, 1961-1967.
- Spectroscopie infrarouge, Fonction potentielle, moment dipolaire, notions de spectrochimie, Paris, Gauthier-Villars, 1967.
- Précis de physique, Paris, Doin, 1968.
- Spectroscopie infrarouge, édition revue et augmentée, Paris, Gauthier-Villars, 1969.
- Spectroscopie atomique et moléculaire, Mécanique de l'atome et de la molécule, spectroscopie atomique, Paris, Masson, 1970.
- Spectroscopie atomique et moléculaire, Paris, Masson, 1970.
- Spectroscopie atomique et moléculaire, Paris, Masson, 1970-1971.
- Spectroscopie atomique et moléculaire, Spectroscopie moléculaire, Paris, Masson , 1971.